# Statue de Bassetki

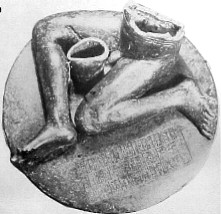
Photographie de la statue de Bassetki.

La statue de Bassetki est une œuvre sculptée de cuivre datant de la période akkadienne de la civilisation mésopotamienne (2350-2100 av. J.-C.) qui a été trouvée au nord de l'Irak vers 1960 près de la ville de Bassetki, dans la province de Dahuk. Elle pèse 150 kg et représente un homme nu assis sur un piédestal de forme circulaire. Seule la partie basse subsiste. On remarque une inscription en akkadien cunéiforme sur le piédestal qui indique que la statue se trouvait dans le vestibule d'un palais du roi Naram-Sin.

## Découverte et péripéties
La statue a été découverte lors du percement d'une route entre Duhok et Zakho, près de Bassetki. Elle a été exposée jusqu'en 2003 au musée national d'Irak de Bagdad. Au début de la guerre d'Irak, elle a fait partie des milliers de pièces saccagées, détruites ou volées, pendant le grand pillage d'avril 2003, alors que l'armée américaine laissait faire les pillards.
La statue a été cataloguée comme la pièce numéro deux parmi les trente objets les plus importants qui ont disparu pendant ce pillage. Elle a été finalement redécouverte en octobre 2003, à l'issue d'une descente de la 812e compagnie de police militaire (812th Military Police Company) qui a donné lieu à l'arrestation de trois individus dans une maison. Ceux-ci ont avoué l'avoir cachée dans une fosse d'aisance. La statue a été récupérée et rendue au musée le 11 novembre 2003.

## Description
La statue de cuivre à cire perdue représente un homme nu assis sur un piédestal circulaire de 67 cm de diamètre et de 25 cm de hauteur. La partie haute du corps et la tête ont disparu. La partie préservée de la figure mesure 18 cm de hauteur. L'ensemble pèse 150 kg. Le rendu naturaliste de la statue en fait une pièce maîtresse de l'art akkadien.
L'inscription en akkadien sur le piédestal indique que les habitants de la ville d'Akkad ont demandé aux dieux que le roi Naram-Sin (2254-2218 av. J.-C.) devienne le dieu de leur ville, après qu'il eut défait une rébellion à grande échelle, et qu'ils lui ont construit en conséquence un temple au milieu de leur ville.